# نوک‌مومی آنگولایی
نوک‌مومی آنگولایی (نام علمی: Coccopygia bocagei) گونه‌ای از سهرگان ریز و بومی آنگولا است. برخی از آرایه‌شناسان، آن را با نوک‌مومی سویی مرتبط می‌دانند.